# Villadeati
Villadeati, (la Vila dj'Ati en piemontès) és un municipi situat al territori de la província d'Alessandria, a la regió del Piemont (Itàlia).
Limita amb els municipis d'Alfiano Natta, Murisengo, Odalengo Grande, Odalengo Piccolo, Montiglio Monferrato i Tonco.
Pertanyen al municipi les frazioni de Fontanina, Lussello, Pavo, Trittango, Vadarengo i Zanco.

## Galeria fotogràfica

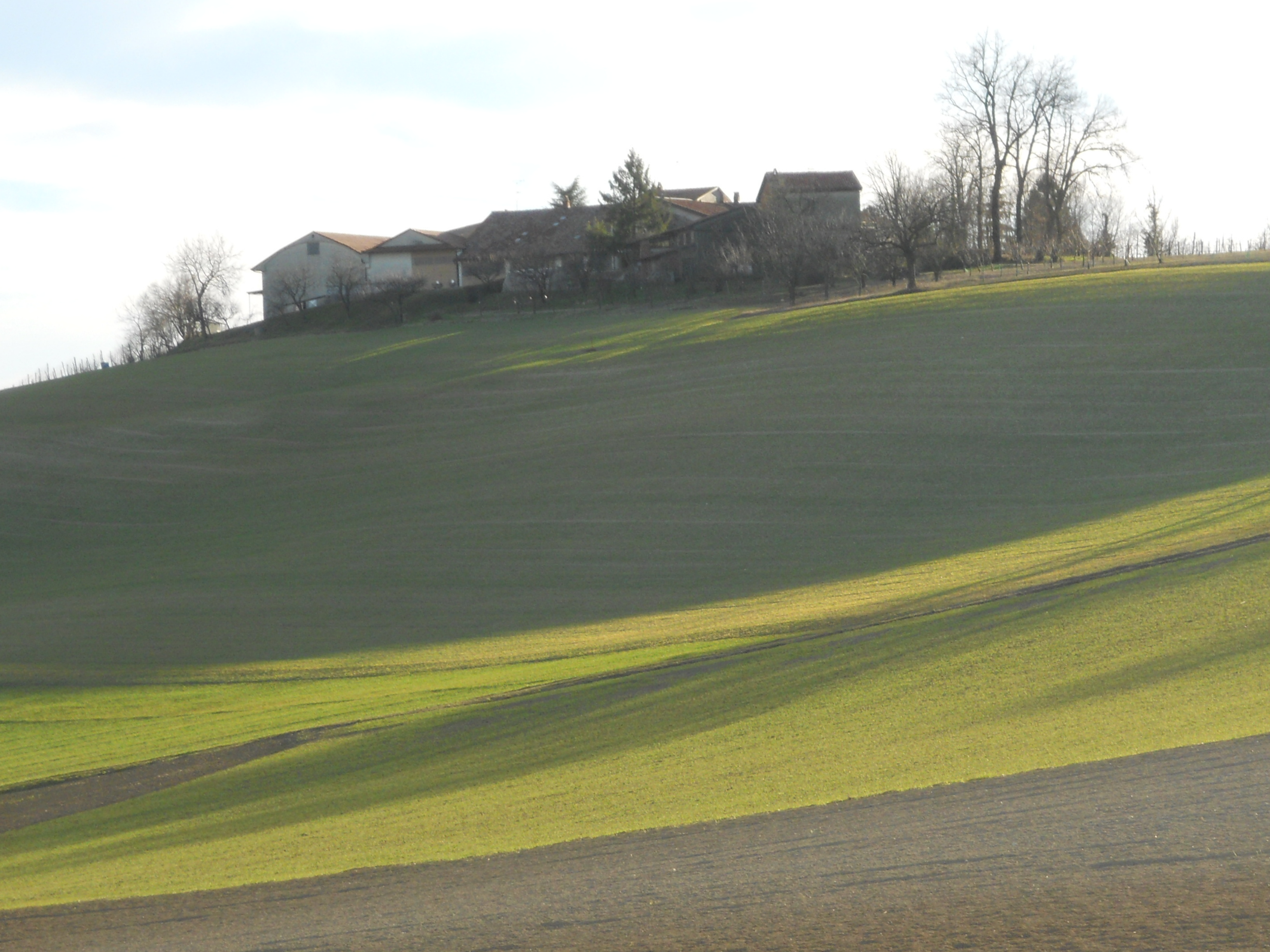
Entorn de Villadeati